# Dipartimento di Yakassé-Attobrou
Il dipartimento di Yakassé-Attrbrou è un dipartimento della Costa d'Avorio situato nella regione di La Mé, distretto di Lagunes.
Nel censimento del 2014 è stata rilevata una popolazione di  76.277  abitanti. 
Il dipartimento è suddiviso nelle sottoprefetture di Abongoua, Biéby e Yakassé-Attobrou.